# Ceillac
Ceillac település Franciaországban, Hautes-Alpes megyében. Lakosainak száma 271 fő (2022. január 1.). Ceillac Saint-Paul-sur-Ubaye, Château-Ville-Vieille, Guillestre, Molines-en-Queyras, Saint-Véran és Vars községekkel határos.

## Népesség
A település népességének változása:
| Lakosok száma | 208  | 292  | 289  | 294  | 298  | 294  | 292  | 285  | 282  | 271  |
|               | 1968 | 1982 | 1990 | 2006 | 2013 | 2015 | 2017 | 2019 | 2020 | 2022 |